# Minitonas
Minitonas est une ville une petite ville du Manitoba, enclavée dans la municipalité rurale de Minitonas. La ville est localisée à 15 km à l'est de Swan River et tous près du parc provincial Duck Mountain. La ville a été fondée en 1898.

## Histoire
Minitonas a commencé son existence en 1897 avec le développement de la Cowan Trail. Le site de la ville changea en 1899 pour aller s'établir autour de la voie ferrée. Les premiers colons s'établissant à Minitonas provenaient des îles britanniques, de l'est du Canada et des États-Unis. Vers la fin des années 1920, une vague de colons de la Tchécoslovaquie, de l'Ukraine, de l'Allemagne et de la Pologne s'établirent à Minitonas. Le village de Minitonas fut incorporé en 1948 et gagna le statut de ville en 1996.

## Démographie
| 2001 | 2006 | 2011 | 2016 |
| ---- | ---- | ---- | ---- |
| 538  | 497  | 522  | 465  |

## Référence
- (en) Cet article est partiellement ou en totalité issu de l’article de Wikipédia en anglais intitulé « Minitonas, Manitoba » (voir la liste des auteurs).

1. ↑  « Statistique Canada - Profils des communautés de 2006 -    Minitonas » (consulté le 6 juin 2020)
2. ↑  « Statistique Canada - Profils des communautés de 2016 -   Minitonas » (consulté le 3 juin 2020)